# Аристократы (анекдот)
Аристокра́ты (реже — Искушённые) — анекдот, пример исключительно грязного юмора, рассказываемый комиками со времён водевилей. По словам комика Стивена Райта, «Аристократы» стали чем-то вроде секретного рукопожатия между комиками, целью которых в этом случае является максимальное шокирование публики.

## Сюжет
Семья приходит к агенту по поиску талантов. Тот сначала отказывается иметь с ними дело, но семья всё же уговаривает его посмотреть номер, который они здесь же разыграют. После чего по сигналу отца начинается ужасная по масштабу разврата оргия, включающая насилие, педофилию, инцест, изнасилование, копрофилию, зоофилию и иные действия. После завершения оргии потрясённый агент спрашивает название номера и получает ответ: «Аристократы» (иногда — «Искушённые»).

## Анекдот в современной массовой культуре
Анекдот «Аристократы» известен давно, но былую популярность он обрёл в 2001 году. Через 3 недели после терактов 11 сентября в клубе Хью Хефнера известный комик Гилберт Готтфрид начал рассказывать шутку о теракте. Услышав недовольную реакцию публики («Рано!»), он остановил репризу и разыграл анекдот «Аристократы». Успех был ошеломляющим, и реприза обрела второе дыхание. В 2005 году на кинофестивале «Сандэнс» был показан фильм «Аристократы», где десятки комиков рассказывали свою версию анекдота. Создатели мультфильма «Южный парк» также сняли двухминутный ролик для этого фильма. В нём Картман на автобусной остановке рассказывает друзьям этот анекдот, услышанный от деда. Кайл постоянно пытается остановить шокирующее повествование, но Картман его завершает и ждёт восхищённой реакции слушателей. Кайл говорит, что не понял смысла, после чего Картман признаётся, что тоже не понял.